# Klaus-Jürgen Heitmann
Klaus-Jürgen Heitmann (* 27. März 1968 in Stade) ist ein deutscher Wirtschaftsingenieur. Seit 1. August 2017 ist er der Vorstandssprecher der Versicherungsgruppe HUK-Coburg.
Heitmann schloss das Vincent-Lübeck-Gymnasium mit dem Abitur ab und war bei der Bundeswehr, bevor er 1988 bis 1990 bei der Concordia Versicherungs-Gesellschaft auf Gegenseitigkeit in Hamburg zum Versicherungskaufmann ausgebildet wurde. An der Universität Karlsruhe studierte er Wirtschaftsingenieurwesen mit Fachrichtung Versicherungswirtschaft, dabei absolvierte er auch ein Auslandssemester an der Universität Kalifornien in Berkeley.
Ab November 1996 arbeitete er bei der Unternehmensberatung Mummert + Partner (heute Sopra Steria), als Senior Manager und Partner bis Ende 2002.
Bei der HUK-Coburg stieg er Anfang 2003 ein und wurde 2004 Vorstandsmitglied mit Zuständigkeit für die Schaden-/Unfallversicherung. Seit 23. Juni 2017 ist er Aufsichtsratsvorsitzender der beiden Tochterunternehmen HUK-Coburg-Rechtsschutz und HUK24. Am 1. August 2017 wurde er als Nachfolger von Wolfgang Weiler Vorstandssprecher der HUK-Coburg.
Heitmann ist verheiratet und Vater von drei Söhnen.